# Mesoperlina shibarica
Mesoperlina shibarica är en bäcksländeart som beskrevs av Kawai 1963. Mesoperlina shibarica ingår i släktet Mesoperlina och familjen rovbäcksländor. Inga underarter finns listade i Catalogue of Life.